# Călui
Călui é uma comuna romena localizada no distrito de Olt, na região de Oltênia. A comuna possui uma área de 26.30 km² e sua população era de 1899 habitantes segundo o censo de 2007.